# Técnica de elevación del colgajo
La técnica de elevación del colgajo es un procedimiento quirúrgico, utilizado en odontología, por el cual se procede a levantar la mucosa del hueso, levantando dicho colgajo y manteniéndolo separado del campo operatorio.

## Tiempos quirúrgicos
Toda intervención quirúrgica consta de tres apartados fundamentales: 
- Apertura del campo o acceso -  el alameind
- Operación propiamente dicha
- Reposición de los tejidos o sutura.

La cirugía bucal comparte estos apartados, sistematizándose de forma algo más descriptiva. Previa a la realización de la ostectomía, se distinguen las fases de diéresis o incisión y la del despegamiento mucoperióstico o mucoso.
La diéresis es el inicio de toda intervención quirúrgica. Supone la separación de los tejidos que cubren el proceso patológico que se va a tratar, para favorecer un abordaje adecuado, pudiéndose tratar procesos cutáneos y mucosos, o puede ser necesario atravesar estos tejidos para alcanzar planos más profundos, como el óseo. Para la realización de la incisión es necesario conocer sobradamente la anatomía de la zona, porque de lo contrario se pueden ocasionar accidentes vasculares, nerviosos y funcionales que pueden llegar a ser nefastos, tanto para el territorio tratado como para el paciente.
Cuando se han realizado los diferentes trazos de la incisión se procede a la separación de la mucosa del hueso, es decir a la técnica del colgajo. Posteriormente tendrá lugar la ostectomía y osteotomía, necesaria en la mayor parte de las intervenciones en cirugía bucal, para extraer o cortar el hueso expuesto, de manera que se pueda acceder al proceso que se va a tratar. Según la posición en que se encuentre el diente puede ser necesaria su división en fragmentos para ser retirado sin tener que sacrificar mayor cantidad de hueso, es lo que se conoce como odontosección. Además se procederá a realizar la exéresis, evacuación o restauración, es decir la fase de operación propiamente dicha que varía en función del motivo por el que se realiza.
Una vez realizado el tratamiento de la cavidad y la hemostasia, se lleva a cabo la sinéresis o sutura, el último tiempo quirúrgico, que tiene por objeto aproximar los bordes de la herida incididos previamente. Siempre que sea posible, se procurará dejar los bordes en la misma posición que ocupaban al principio. Se suele empezar por dar un punto que reposicione el colgajo a su posición inicial y que suele coincidir con los ángulos del colgajo, para luego seguir aproximando los bordes de la herida en las descargas, de manera que quede una sutura homogénea. Según los casos se emplearán materiales absorbibles o no, quedando a juicio del cirujano la realización de puntos simples, dobles, continuos o de ida y vuelta.

## Despegamiento mucoperióstico o mucoso
Una vez realizados los diferentes trazos de la incisión, se procede a separar la mucosa del hueso, levantando lo que se denomina colgajo, que estará formado por mucosa o fibromucosa, y el periostio en caso de ser un colgajo de espesor total, que es el más habitual en la cirugía bucal de tejidos duros. Sin embargo, cuando la cirugía bucal se realiza sobre tejidos blandos gingivales o periimplantarios muchos colgajos son de espesor parcial, por lo que contienen solamente mucosa sin el periostio, que seguirá pegado al hueso.
El levantamiento de un colgajo de espesor total se realiza, en general, con un periostótomo, que se maneja cogiéndolo como si fuera un lapicero. La manipulación de los tejidos mucosos se realizará siempre de forma suave, para no producir necrosis del colgajo o cicatrizaciones tórpidas por segunda intención. De todas formas, el despegamiento en la zona vestibular o lingual es mucho más fácil que en la zona fibromucosa palatina, debido a la mayor dureza de este tejido por su densidad, grosor y por la ausencia de un plano de tejido celular sub-mucoso.
Cuando el colgajo es mucoperióstico, debe procurarse que se despegue de forma uniforme todo el periostio con el despegador, ya sea este un periostótomo, legra o espátula, firmemente apoyado sobre el hueso por su parte cóncava y levantando el colgajo con el periostio en un mismo tiempo.
Se mantendrá siempre separado el colgajo del campo operatorio por medio de separadores romos y sin dientes, para no causar traumatismos, procurando que esta tracción sea firme, pero que a la vez no comprima ni traccione mucho el periostio con el fin de que no se prive excesivamente de aporte vascular al colgajo durante la intervención. El separador deberá apoyarse sobre el hueso y no sobre los pliegues del colgajo retraído porque pueden producir un decúbito y complicar el posoperatorio y la cicatrización. El mismo separador servirá para mejorar la visibilidad del campo operatorio al mantener alejados los labios y la mejilla, facilitando la entrada de luz al campo. Es importante a lo largo de la intervención observar el estado del colgajo y la tensión del separador sobre este, para comprobar su estado y verificar que no se haya producido ningún desgarro por excesiva tensión o escaso diseño de la incisión.